# アーネスト・ホースト
アーネスト・ホースト（Ernesto Hoost、1965年7月11日 – ）は、オランダの男性キックボクサー。北ホラント州ヘームスケルク出身。ボスジム所属。
K-1 GRAND PRIX ’97、’99、K-1 WORLD GP 2000、2002王者で、セーム・シュルトと並ぶ4度の最多優勝記録、また、ピーター・アーツに次ぐ5度のファイナル出場記録を持つ。（アーツは6度）さらに、軽重量級トーナメントであるK-2 GRAND PRIXの初代にして最後の王者でもあり、K-1の主催した大会での最多優勝回数を記録している。K-1初期からのライバルであったアンディ・フグ、ピーター・アーツ、マイク・ベルナルドとは「K-1四天王」として並び称され、突出した技術の高さから、ミスター・パーフェクトと呼ばれる。また、勝利後には「ホースト・ダンス」と呼ばれるダンスを披露する。

## 来歴
1965年7月11日、オランダ領ギアナ（現在のスリナム共和国）で生まれる。
1970年、オランダに移住。
1983年12月11日、初めて選手としてリングにあがる。肘なしムエタイルールで Wim Scharren Berg を2RKOで倒し、初戦を勝利で飾った。
1987年11月8日、オランダのアムステルダムで行われたMTBNオランダタイトルマッチに出場。ケネス・プラックと対戦。1Rにダウンを奪い、判定勝ちし王座を獲得した。
1988年5月7日、オランダのアーネムで行われたMTBNヨーロッパタイトルマッチに出場。フランソワ・コレマンズ（ベルギー）を判定で退け王座を獲得。6月、フルコンタクトヨーロッパ選手権大会（ISKA主催）優勝。6月11日、フランスのストラスブールで行われたヨーロッパサバット選手権大会コンバ部門ミドル級に出場。Sylvain Postel（フランス）を5RKOで下し優勝。9月、キックボクシングヨーロッパ選手権大会（WKA主催）優勝。
1988年11月20日、ピーター・アーツと初対戦。5R判定勝利。
1989年8月27日、フランスのパリで開催された第1回世界サバット選手権大会コンバ部門に出場。Francis Dauvin（ベルギー）を3RKOで下し優勝。これが初の世界タイトルとなった。この試合の写真は、オランダの武道雑誌ゼンドーカン誌の表紙を飾った。10月、ムエタイ世界選手権大会優勝。
1990年1月、キックボクシング世界選手権大会（WKA主催）優勝。11月8日にロブ・カーマンと再戦。前回の試合では判定負けしていたが、今回も5RKOで敗北した。しかし本人によればKO直前に急所をフックで打たれたからだと主張している。
1992年11月13日、フランスで行われたISKAフルコンタクト世界ライトヘビー級タイトルマッチでリック・ルーファス（王者/アメリカ）と対戦。ローキックが使えないというルールに慣れず、ルーファスのフットワークについていけなかったことで12R判定負けを喫した。
1993年4月30日、K-1初興行「K-1 GRAND PRIX ’93」に出場。1回戦でピーター・アーツに判定勝ち、準決勝でモーリス・スミスに左ハイキックで失神KO勝ちするも、決勝でブランコ・シカティックに右ストレートでKO負け。準優勝に終わった。
1993年12月19日、両国国技館で行われた「K-2 GRAND PRIX ’93」に出場。1回戦でマンソン・ギブソンに延長R判定勝ち。続く準決勝でアダム・ワットに1R右ハイキックでKO勝ち。決勝はチャンプア・ゲッソンリットに4R右ハイキックでKO勝ちし、優勝を果たした。
1994年5月8日、オランダのアムステルダムで行われた「K-2 PLUS TOURNAMENT」に出場。決勝戦でボブ・シュライバーを1RKOで破り優勝。
1994年11月12日、ISKAフルコンタクト世界ライトヘビー級タイトルマッチ（2分12R）で、リック・ルーファス（王者/アメリカ）と再戦。9Rにパンチでスタンディングダウンを奪うと、11Rに右ハイキックでKO勝ちした。負けたルーファスは失神してしばらく立ち上がれないほどダメージを負っており、酸素マスクが必要なほどだった。
1994年12月10日、「K-1 LEGEND 〜乱〜」でブランコ・シカティックと再戦するも、2Rに右ストレートでKO負け。
1995年3月3日、「K-1 GRAND PRIX ’95 」に出場。1回戦でフーベルト・ヌムリッヒにTKO勝ち。5月4日、準々決勝でジョニー・クレインにKO勝ちするも、準決勝でピーター・アーツに延長戦で判定負けを喫した。
1995年7月16日、「K-1 LEGEND 〜翔〜」でアンディ・フグと初対戦。2-0で判定勝ち。
1996年3月10日、「K-1 GRAND PRIX ’96  」に出場。1回戦でスチュアート・グリーンにKO勝ち。5月6日、準々決勝で初対戦となったミルコ・タイガーにKO勝ちするも、準決勝でアンディ・フグに1-2の判定で敗れ、リベンジを許した。
1996年10月18日、「K-1 STAR WARS ’96」でジェロム・レ・バンナと初対戦。2Rに右フックでKO負け。
1997年4月29日、「K-1 BRAVES ’97」でマイク・ベルナルドと初対戦。ダウンを奪われるも高速コンビネーションで逆転KO勝ち。
1997年9月7日、「K-1 GRAND PRIX ’97」に出場。 1回戦でステファン・レコにKO勝ち。11月9日、準々決勝でジェロム・レ・バンナにKO勝ち、準決勝で初対戦となったフランシスコ・フィリォに判定勝ち、決勝戦でアンディ・フグに判定勝ちを収め、GRAND PRIX初優勝を果たした。
1998年9月27日、「K-1 GRAND PRIX ’98 」に出場。1回戦でトスカ・ザ・キング・オブ・スティングにTKO勝ち。12月13日、準々決勝でサム・グレコと対戦し、左目の上をカットして2R終了時にセコンドのタオル投入によりTKO負け。
1999年4月25日、「K-1 REVENGE ’99」でフランシスコ・フィリオに右フック一撃で失神KO負け。
1999年10月5日、「K-1 GRAND PRIX ’99 」に出場。 1回戦でジャビット・バイラミに判定勝ち。12月5日、準々決勝でアンディ・フグに判定勝ち、準決勝でジェロム・レ・バンナにKO勝ち、決勝戦でミルコ・クロコップにKO勝ちを収め、GRAND PRIX 2度目の優勝を果たし、8か月前の失神KO負けから劇的な復活を遂げた。
2000年7月30日、K-1 WORLD GP 2000 in NAGOYAにて、決勝に勝ち上がった2名がK-1 WORLD GP 2000の出場権を獲得するWORLD GP予選トーナメントに出場。決勝のジェロム・レ・バンナとの対戦で、2R開始直前にヒザの異常を訴えたホーストが試合続行を断念し、セコンドからタオルが投入されTKO負けを喫した。
2000年12月10日、「K-1 WORLD GP 2000」に出場。 1回戦でミルコ・クロコップに判定勝ち、準決勝で	フランシスコ・フィリオに判定勝ち、決勝戦でレイ・セフォーに判定勝ちを収め、WORLD GP 3度目の優勝を果たした。
2001年6月16日、K-1 WORLD GP 2001 in MELBOURNEにて、K-1 WORLD GP 2001の出場権をかけたWORLD GP予選トーナメントに出場。1回戦でセルゲイ・グール、準決勝で初対戦となったマーク・ハントに判定勝ち、決勝でマット・スケルトンに判定勝ちを収め、WORLD GPの出場権を獲得した。
2001年12月8日、「K-1 WORLD GP 2001」に出場。1回戦でステファン・レコに判定勝ちするも、ホーストは左足の甲を負傷して準決勝を棄権した。
2002年8月28日、Dynamite! SUMMER NIGHT FEVER in 国立にてセーム・シュルトと初対戦。5R引き分けに終わる。
2002年10月5日、「K-1 WORLD GP 2002」に出場。1回戦でボブ・サップと対戦し、サップの突進をローキックを効かせて止めダウン寸前まで追い詰めるも、サップの振り回す強引なパンチラッシュで2度倒され、1ラウンドのインターバル中に左眉のカットによりドクターストップ負けを喫した。しかしセーム・シュルトが11月24日のPRIDE.23にてアントニオ・ホドリゴ・ノゲイラに極められた三角絞めで左肩腱板を損傷してWORLD GP出場を辞退したことにより、ホーストは準々決勝に駒を進め、先に行われていた抽選会にてシュルトととの対戦が決定していたサップと対戦することになった。
2002年12月7日、K-1 WORLD GP 2002準々決勝でボブ・サップと再戦。1Rにローキックとパンチのラッシュを浴びせ左ボディーブローでダウンを奪うも、2Rに強引に突進するサップの振り回す豪快な右フックに吹き飛ばされダウンを喫し、なんとか立ち上がってボディーブローで反撃するが、コーナーに追い詰められパンチのラッシュを浴びたところでスタンディングダウンにより2ノックダウンとなりKO負けを喫した。しかし、勝利したサップは右拳中指骨骨折により、ドクターストップで棄権となり、ホーストが敗者復活により準決勝に進出。準決勝でレイ・セフォーと対戦。準々決勝でダメージが蓄積していたセフォーはローキックをホーストにカットされた際に足の状態を悪化させ試合続行不能となりKO勝ち。決勝戦ではジェロム・レ・バンナの左腕の負傷によりKO勝ちし、4度目のWORLD GP優勝を果たした。
2003年1月19日、プロレス興行「ファンタジーファイトWRESTLE-1」にアーネスト・“ビースト”として出場し、因縁のサップとプロレスルールにより再戦。白のガウン、黒のロングタイツといったコスチュームで戦い、STF、卍固め、パイプイス攻撃などを繰り出し、最後はスクールボーイ（横入りエビ固め）で3カウントを奪った。
前年のWORLD GP王者として出場予定だった「K-1 WORLD GP 2003」は持病のアトピー性皮膚炎の悪化により欠場となった。
2004年9月25日、「K-1 WORLD GP 2004」に出場。1回戦でグラウベ・フェイトーザに判定勝ち。12月4日、準々決勝で前年王者のレミー・ボンヤスキーと対戦、延長まで縺れ込む接戦となり、互角以上に戦うも不可解な判定により判定負け、この試合については一部の格闘技雑誌でも疑惑の判定として取り上げられている。この試合を控室で見ていたフランソワ・ボタとそのトレーナーのスティーブ・カラコダはこの試合を控え室で見ていて、レミーが判定で勝った時には驚いていた。 尚、このトーナメントでは決勝に進出したレミーと武蔵の両名が、疑惑の判定で勝ち上がっていた為、大会主催者のFEGとフジテレビに抗議の電話とメールが殺到し、K-1公式ホームページで判定の検証が行われるという前代未聞の事態となった。
2005年9月23日、K-1 WORLD GP 2005 開幕戦は持病のアトピー性皮膚炎と膝の怪我で欠場。その大会中に今後はワンマッチのみを行い、1日に数試合戦わなければならない過酷なグランプリには出場しないと宣言し、その後2006年中に引退試合を行う予定だった。
2005年12月31日、K-1 PREMIUM 2005 Dynamite!!で11月19日にK-1王者になったばかりのセーム・シュルトとの新旧王者対決を行った。1Rにシュルトの長いリーチから繰り出す膝蹴りを受けダウンを奪われるとその際に左目尻をカットしてしまい出血。ドクターチェックを受けるが、傷口の深さと位置の関係から試合続行不可能と判断されドクターストップ。無念のTKO負けを喫した。
2006年5月13日、K-1 WORLD GP 2006 in AMSTERDAMにおいてオランダでの引退試合を行う。だが、対戦予定だったボブ・サップが契約問題のこじれから試合直前になって試合をボイコットしてしまったため、地元テレビの解説として来場していたピーター・アーツとの対戦に急遽変更になり、判定勝ち。
2006年7月30日、K-1 WORLD GP 2006 札幌大会での発表で、「9月に行われるグランプリ開幕戦を経て12月2日のグランプリ決勝大会で優勝し、ファイブ・タイムス・チャンピオンになった上での現役引退を目指す。」と、このGPが最後の戦いとなることを宣言した。GP優勝した場合は引退となるが、同時にGPで誰かに敗れた時点で即引退すると語った。この発表を行った際には、「いつかは終わりが来るものなので、これが最後だから寂しいという気持ちはない。それよりも仲間達とこの場に居られることが満足だよ。K-1はこの大会が終わっても先に進むが、自分は先には進めないかも知れないが・・、22年間ファイターとして闘ってこられたことは満足している。」と語った。
2006年9月30日、K-1 WORLD GP 2006 開幕戦に出場。1回戦で藤本祐介にKO勝ちを収め、準々決勝に駒を進めた。
2006年12月2日、K-1 WORLD GP 2006 決勝戦に出場。準々決勝で、ハリッド"ディ・ファウスト"と対戦。小柄でスピードがありパンチが得意なハリッドに対して、リーチの差や的確なタイミングのローキックを活かし、延長1R判定勝利。準決勝では2005年末に敗れたセーム・シュルトと3度目の対戦。3ラウンド戦い抜いたものの、シュルトに有効な攻撃を与えることができずに判定負け。試合後には涙を流して挨拶をすると、大きな声援と拍手の中、リングを降りた。この試合でホーストは一旦現役を引退した。
母国オランダで大規模市民マラソンが当時人気だったことと、自身も親日家であることから、2012年度の東京マラソンに出場、完走を果たした。
2012年5月20日　自ら名前の冠に付けた大会ホーストカップ2012～Departure～のエグゼクティブプロデューサーを務めた。
2014年3月23日のHoostCup LEGENDで約8年ぶりに現役復帰。トーマス・スタンレーから2度のダウンを奪い判定勝ちを収めた。
2014年10月19日、ピーター・アーツとWKO世界ヘビー級王座をかけて対戦し、判定勝ちで王座を獲得した。
現在は選手を自らのジムで選手を育成しており、日本では名古屋に支部を持っている。

## エピソード
- 流暢な日本語を話すことで有名。公的なインタビューではオランダ語を用いるが、日本のバラエティ番組などに出演する際には日本語で会話する場面がしばしば見られる。
- カラオケが趣味。『ダウンタウンのガキの使いやあらへんで!!』に出演した際、吉幾三の『Dream』を披露した。
- 大変な恐妻家として知られる。
- 現役時代には持病のアトピー性皮膚炎のため度々体調を崩すことがあった。

## 戦績
| キックボクシング 戦績 | キックボクシング 戦績 | キックボクシング 戦績 | キックボクシング 戦績 | キックボクシング 戦績 | キックボクシング 戦績 | キックボクシング 戦績 |
| --------------------- | --------------------- | --------------------- | --------------------- | --------------------- | --------------------- | --------------------- |
| 121 試合              | (T)KO                 | 判定                  | その他                | 引き分け              | 無効試合              |                       |
| 99 勝                 | 62                    | 37                    |                       | 1                     | 0                     |                       |
| 21 敗                 | 11                    |                       |                       | 1                     | 0                     |                       |

| 勝敗 | 対戦相手                             | 試合結果                                     | 大会名                                                                             | 開催年月日     |
| ○    | ピーター・アーツ                     | 5R終了 判定3-0                               | K-ENERGY 【WKO世界ヘビー級タイトルマッチ】                                         | 2014年10月19日 |
| ○    | トーマス・スタンレー                 | 3R終了 判定3-0                               | HoostCup LEGEND-伝説降臨-                                                          | 2014年3月23日  |
| ×    | セーム・シュルト                     | 3R終了 判定0-3                               | K-1 WORLD GP 2006 in TOKYO 決勝戦 【WORLD GP 準決勝】                              | 2006年12月2日  |
| ○    | ハリッド"ディ・ファウスト"           | 延長R終了 判定3-0                            | K-1 WORLD GP 2006 in TOKYO 決勝戦 【WORLD GP 準々決勝】                            | 2006年12月2日  |
| ○    | 藤本祐介                             | 3R 2:09 KO（右ローキック）                   | K-1 WORLD GP 2006 in OSAKA 開幕戦 【WORLD GP 1回戦】                               | 2006年9月30日  |
| ○    | ピーター・アーツ                     | 3R終了 判定2-0                               | K-1 WORLD GP 2006 in AMSTERDAM                                                     | 2006年5月13日  |
| ×    | セーム・シュルト                     | 2R 0:41 TKO（左膝蹴り）                      | K-1 PREMIUM 2005 Dynamite!!                                                        | 2005年12月31日 |
| ×    | レミー・ボンヤスキー                 | 延長R終了 判定0-3                            | K-1 WORLD GP 2004 決勝戦 【WORLD GP 準々決勝】                                     | 2004年12月4日  |
| ○    | グラウベ・フェイトーザ               | 3R終了 判定3-0                               | K-1 WORLD GP 2004 in TOKYO 開幕戦 【WORLD GP 1回戦】                               | 2004年9月25日  |
| ○    | ジャビット・バイラミ                 | 3R終了 判定3-0                               | K-1 WORLD GP 2004 in SAITAMA                                                       | 2004年3月27日  |
| ○    | モンターニャ・シウバ                 | 3R終了 判定3-0                               | K-1 PREMIUM 2003 Dynamite!!                                                        | 2003年12月31日 |
| ○    | シリル・アビディ                     | 2R終了 判定3-0                               | K-1 WORLD GP 2003 in FUKUOKA                                                       | 2003年7月13日  |
| ○    | マーティン・ホルム                   | 5R終了 判定3-0                               | K-1 WORLD GP 2003 in PARIS                                                         | 2003年6月14日  |
| ○    | ジェファーソン"タンク"シウバ         | 1R 2:55 KO（左ボディフック）                 | K-1 WORLD GP 2003 in SAITAMA                                                       | 2003年3月30日  |
| ○    | ジェロム・レ・バンナ                 | 3R 1:25 KO（3ノックダウン：右ミドルキック）  | K-1 WORLD GP 2002 決勝戦 【WORLD GP 決勝】                                         | 2002年12月7日  |
| ○    | レイ・セフォー                       | 1R 1:49 KO（右ローのブロック）               | K-1 WORLD GP 2002 決勝戦 【WORLD GP 準決勝】                                       | 2002年12月7日  |
| ×    | ボブ・サップ                         | 2R 2:53 KO（2ノックダウン：パンチ連打）      | K-1 WORLD GP 2002 決勝戦 【WORLD GP 準々決勝】                                     | 2002年12月7日  |
| ×    | ボブ・サップ                         | 1R終了時 TKO（左眉カット）                   | K-1 WORLD GP 2002 開幕戦 【WORLD GP 1回戦】                                        | 2002年10月5日  |
| △    | セーム・シュルト                     | 5R終了 判定0-0                               | Dynamite! SUMMER NIGHT FEVER in 国立                                               | 2002年8月28日  |
| ○    | ヤン"ザ・ジャイアント"ノルキヤ       | 3R 1:29 KO（右ローキック）                   | K-1 WORLD GP 2002 in LAS VEGAS                                                     | 2002年8月17日  |
| ○    | ステファン・レコ                     | 1R 1:48 KO（パンチ連打）                     | K-1 WORLD GP 2002 in PARIS                                                         | 2002年5月25日  |
| ○    | 中迫剛                               | 1R 1:46 KO（3ノックダウン：パンチ連打）      | K-1 BURNING 2002 〜広島初上陸〜                                                    | 2002年4月21日  |
| ○    | ステファン・レコ                     | 3R終了 判定3-0                               | K-1 WORLD GP 2001 決勝戦 【WORLD GP 準々決勝】                                     | 2001年12月8日  |
| ○    | マット・スケルトン                   | 3R終了 判定2-0                               | K-1 WORLD GP 2001 in MELBOURNE 【GP予選トーナメント 決勝】                         | 2001年6月16日  |
| ○    | マーク・ハント                       | 3R終了 判定3-0                               | K-1 WORLD GP 2001 in MELBOURNE 【GP予選トーナメント 準決勝】                       | 2001年6月16日  |
| ○    | セルゲイ・グール                     | 1R 3:02 TKO（左ボディフック）                | K-1 WORLD GP 2001 in MELBOURNE 【GP予選トーナメント 1回戦】                        | 2001年6月16日  |
| ○    | 武蔵                                 | 5R終了 判定2-0                               | K-1 BURNING 2001 〜火の国熊本初上陸〜                                              | 2001年4月15日  |
| ○    | ジャビット・バイラミ                 | 判定                                         | 2H2H - Simply The Best【K-1ルール】                                                | 2001年3月18日  |
| ○    | レイ・セフォー                       | 3R終了 判定3-0                               | K-1 WORLD GP 2000 決勝戦 【WORLD GP 決勝】                                         | 2000年12月10日 |
| ○    | フランシスコ・フィリォ               | 3R終了 判定3-0                               | K-1 WORLD GP 2000 決勝戦 【WORLD GP 準決勝】                                       | 2000年12月10日 |
| ○    | ミルコ・クロコップ                   | 延長R終了 判定3-0                            | K-1 WORLD GP 2000 決勝戦 【WORLD GP 準々決勝】                                     | 2000年12月10日 |
| ×    | ジェロム・レ・バンナ                 | 1R終了時 TKO（右膝負傷、タオル投入）         | K-1 WORLD GP 2000 in NAGOYA 【GP予選トーナメント 決勝】                            | 2000年7月30日  |
| ○    | ロイド・ヴァン・ダム                 | 3R終了 判定2-0                               | K-1 WORLD GP 2000 in NAGOYA 【GP予選トーナメント 準決勝】                          | 2000年7月30日  |
| ○    | パリス・バシリコス                   | 3R 2:20 KO（右ストレート）                   | K-1 WORLD GP 2000 in NAGOYA 【GP予選トーナメント 1回戦】                           | 2000年7月30日  |
| ○    | ラニ・ベルバーチ                     | 3R終了時 TKO（タオル投入）                   | K-1 SURVIVAL 2000                                                                  | 2000年5月28日  |
| ○    | サム・グレコ                         | 3R終了時 TKO（タオル投入）                   | K-1 THE MILLENNIUM                                                                 | 2000年4月23日  |
| ○    | ミルコ・クロコップ                   | 3R 1:09 KO（左ボディフック）                 | K-1 GRAND PRIX ’99 決勝戦 【GRAND PRIX 決勝】                                      | 1999年12月5日  |
| ○    | ジェロム・レ・バンナ                 | 2R 0:26 KO（右フック）                       | K-1 GRAND PRIX ’99 決勝戦 【GRAND PRIX 準決勝】                                    | 1999年12月5日  |
| ○    | アンディ・フグ                       | 3R終了 判定3-0                               | K-1 GRAND PRIX ’99 決勝戦 【GRAND PRIX 準々決勝】                                  | 1999年12月5日  |
| ○    | ジャビット・バイラミ                 | 5R終了 判定3-0                               | K-1 GRAND PRIX ’99 開幕戦 【GRAND PRIX 1回戦】                                     | 1999年10月5日  |
| ○    | イゴール・ボブチャンチン             | 3R 0:51 KO（右ローキック）                   | K-1 DREAM ’99                                                                      | 1999年7月18日  |
| ×    | フランシスコ・フィリォ               | 1R 1:37 KO（右フック）                       | K-1 REVENGE ’99                                                                    | 1999年4月25日  |
| ×    | サム・グレコ                         | 2R終了時 TKO（タオル投入）                   | K-1 GRAND PRIX ’98 【GRAND PRIX 準々決勝】                                         | 1998年12月13日 |
| ○    | トスカ・ザ・キング・オブ・スティング | 4R終了時 TKO（タオル投入）                   | K-1 GRAND PRIX ’98 開幕戦 【GRAND PRIX 1回戦】                                     | 1998年9月27日  |
| ○    | モーリス・スミス                     | 5R終了 判定3-0                               | K-1 THE NEW FIGHTING SPIRIT ’98                                                    | 1998年8月7日   |
| ○    | 武蔵                                 | 3R 2:52 TKO（右アッパー）                    | K-1 DREAM ’98 〜7対7全面対抗戦〜                                                   | 1998年7月18日  |
| ○    | ジャン・リビエール                   | 1R 2:17 KO（右ハイキック）                   | K-1 BRAVES ’98                                                                     | 1998年5月24日  |
| ×    | ピーター・アーツ                     | 5R終了 判定0-2                               | K-1 KINGS ’98                                                                      | 1998年4月9日   |
| ○    | アンディ・フグ                       | 3R終了 判定2-0                               | K-1 GRAND PRIX ’97 【GRAND PRIX 決勝】                                             | 1997年11月9日  |
| ○    | フランシスコ・フィリォ               | 3R終了 判定2-0                               | K-1 GRAND PRIX ’97 【GRAND PRIX 準決勝】                                           | 1997年11月9日  |
| ○    | ジェロム・レ・バンナ                 | 1R 1:15 KO（右ストレート）                   | K-1 GRAND PRIX ’97 【GRAND PRIX 準々決勝】                                         | 1997年11月9日  |
| ○    | ステファン・レコ                     | 2R 0:34 KO（右ストレート）                   | K-1 GRAND PRIX ’97 開幕戦 【GRAND PRIX 1回戦】                                     | 1997年9月7日   |
| ○    | ショーン・ジョンソン                 | 1R 1:12 KO（右ローキック）                   | K-1 FIGHT NIGHT 〜THE DECISION〜                                                   | 1997年6月7日   |
| ○    | マイク・ベルナルド                   | 4R 1:03 TKO（左フック）                      | K-1 BRAVES ’97                                                                     | 1997年4月29日  |
| ○    | バンダー・マーブ                     | 3R 1:49 TKO（右ローキック）                  | K-1 KINGS ’97                                                                      | 1997年3月16日  |
| ○    | レイ・セフォー                       | 4R 0:25 TKO（タオル投入）                    | K-1 HERCULES ’96                                                                   | 1996年12月8日  |
| ×    | ジェロム・レ・バンナ                 | 2R 2:57 KO（右フック）                       | K-1 STAR WARS ’96                                                                  | 1996年10月18日 |
| ○    | カール・ベルナルド                   | 2R 0:20 KO（左フック）                       | K-1 REVENGE ’96                                                                    | 1996年9月1日   |
| ×    | アンディ・フグ                       | 延長2R終了 判定1-2                           | K-1 GRAND PRIX ’96 【GRAND PRIX 準決勝】                                           | 1996年5月6日   |
| ○    | ミルコ・タイガー                     | 3R 1:27 KO（右ローキック）                   | K-1 GRAND PRIX ’96 【GRAND PRIX 準々決勝】                                         | 1996年5月6日   |
| ○    | スチュアート・グリーン               | 2R 0:09 KO（右ローキック）                   | K-1 GRAND PRIX ’96 開幕戦 【GRAND PRIX 1回戦】                                     | 1996年3月10日  |
| ○    | モーリス・トラビス                   | 1R 2:13 TKO（タオル投入）                    | K-1 HERCULES                                                                       | 1995年12月9日  |
| ○    | マイケル・トンプソン                 | 2R 2:45 TKO（3ノックダウン：左膝蹴り）       | K-1 REVENGE II                                                                     | 1995年9月3日   |
| ○    | アンディ・フグ                       | 3R終了 判定2-0                               | K-1 LEGEND 〜翔〜                                                                  | 1995年7月16日  |
| ×    | ピーター・アーツ                     | 延長1R終了 判定0-3                           | K-1 GRAND PRIX ’95 【GRAND PRIX 準決勝】                                           | 1995年5月4日   |
| ○    | ジョニー・クレイン                   | 2R 0:45 KO（右ストレート）                   | K-1 GRAND PRIX ’95 【GRAND PRIX 準々決勝】                                         | 1995年5月4日   |
| ○    | フーベルト・ヌムリッヒ               | 4R 2:25 TKO（タオル投入）                    | K-1 GRAND PRIX ’95 開幕戦 【GRAND PRIX 1回戦】                                     | 1995年3月3日   |
| ×    | ブランコ・シカティック               | 2R 1:18 KO（右ストレート）                   | K-1 LEGEND 〜乱〜                                                                  | 1994年12月10日 |
| ○    | リック・ルーファス                   | 11R 1:02 KO（右ハイキック）                  | ISKAフルコンタクト世界ライトヘビー級タイトルマッチ                                 | 1994年11月12日 |
| ○    | マーク・ラッセル                     | 2R 2:42 TKO（3ノックダウン：右膝蹴り）       | K-1 REVENGE                                                                        | 1994年9月18日  |
| ○    | ボブ・シュライバー                   | 1R 3:00 KO（右フック）                       | K-2 PLUS TOURNAMENT 【決勝】                                                       | 1994年4月30日  |
| ○    | マーク・ラッセル                     | 2R 2:05 TKO（3ノックダウン：左ボディフック） | K-2 PLUS TOURNAMENT 【準決勝】                                                     | 1994年4月30日  |
| ○    | トニー・ルシアーノ                   | 3R終了 判定                                  | K-2 PLUS TOURNAMENT 【準々決勝】                                                   | 1994年4月30日  |
| ○    | 佐竹雅昭                             | 2R 2:45 KO（左ハイキック）                   | K-1 CHALLENGE                                                                      | 1994年3月4日   |
| ○    | チャンプア・ゲッソンリット           | 4R 0:40 TKO（右ハイキック）                  | K-2 GRAND PRIX ’93 【GRAND PRIX 決勝】                                             | 1993年12月19日 |
| ○    | アダム・ワット                       | 1R 2:13 TKO（2ノックダウン：右ハイキック）   | K-2 GRAND PRIX ’93 【GRAND PRIX 準決勝】                                           | 1993年12月19日 |
| ○    | マンソン・ギブソン                   | 延長1R終了 判定2-0                           | K-2 GRAND PRIX ’93 【GRAND PRIX 準々決勝】                                         | 1993年12月19日 |
| ○    | タシス・ペトリディス                 | 3R 0:45 TKO（パンチ連打）                    | K-1 ILLUSION 風林火山 "林の章" 【WKA＆WMTA世界ライトヘビー級ダブルタイトルマッチ】 | 1993年9月4日   |
| ×    | ブランコ・シカティック               | 1R 2:49 KO（右ストレート）                   | K-1 GRAND PRIX ’93 【GRAND PRIX 決勝】                                             | 1993年4月30日  |
| ○    | モーリス・スミス                     | 3R 1:18 KO（左ハイキック）                   | K-1 GRAND PRIX ’93 【GRAND PRIX 準決勝】                                           | 1993年4月30日  |
| ○    | ピーター・アーツ                     | 3R終了 判定2-0                               | K-1 GRAND PRIX ’93 【GRAND PRIX 準々決勝】                                         | 1993年4月30日  |
| ○    | Troy Hughes                          |                                              |                                                                                    | 1993年2月14日  |
| ○    | Sanmark                              | KO                                           |                                                                                    | 1992年         |
| ×    | リック・ルーファス                   | 12R終了 判定3-0                              | ISKAフルコンタクト世界ライトヘビー級タイトルマッチ                                 | 1992年11月13日 |
| ○    | Theppitak Sangmoragot                | 2R 2:14 KO                                   | Holland vs Thailand: The Revenge                                                   | 1992年10月25日 |
| ○    | Joe Caktas                           |                                              |                                                                                    | 1992年4月26日  |
| ○    | Leo de Snoo                          | 5R終了 判定                                  | Hot Night in Amsterdam                                                             | 1991年10月20日 |
| ○    | Jan Wessels                          | 5R終了 判定3-0                               | Kickboxing "Holland vs Canada"                                                     | 1991年4月21日  |
| ○    | Luc Verheye                          | 5R終了 判定3-0                               | Holland vs Thailand VI                                                             | 1991年2月17日  |
| ×    | ロブ・カーマン                       | 5R KO                                        | The Battle of the Year                                                             | 1990年11月18日 |
| ○    | Seyoke                               | 1R KO                                        |                                                                                    | 1990年10月14日 |
| ○    | Ernest Simmons                       | 3R KO                                        |                                                                                    | 1990年1月28日  |
| ○    | ブランコ・シカティック               | 3R 反則                                      |                                                                                    | 1989年10月8日  |
| ○    | Francis Dauvin                       | 2R KO                                        |                                                                                    | 1989年8月27日  |
| ○    | Pascal Ducros                        |                                              |                                                                                    | 1989年5月19日  |
| ×    | ジャン・イヴ・テリオー               | 12R終了 判定2-1                              |                                                                                    | 1989年4月21日  |
| ○    | カークウッド・ウォーカー             | 5R終了 判定                                  |                                                                                    | 1989年2月19日  |
| ○    | ピーター・アーツ                     | 5R終了 判定3-0                               |                                                                                    | 1988年11月20日 |
| ○    | Benoit Brilliant                     | 6R KO                                        |                                                                                    | 1988年9月25日  |
| ○    | Sylvain Postel                       | 5R KO                                        | Champions in Action                                                                | 1988年6月11日  |
| ○    | Regis Lessaint                       | 3R KO                                        |                                                                                    | 1988年6月3日   |
| ○    | フランソワ・コレマンズ               | 5R終了 判定                                  | ISKAヨーロッパ・ムエイタイ王者決定戦                                               | 1988年5月7日   |
| ○    | アンドレ・マナート                   | 3R KO                                        | Superfights I                                                                      | 1988年2月27日  |
| ○    | Latricin                             |                                              |                                                                                    | 1987年12月5日  |
| ○    | ケネス・プラック                     | 5R終了 判定                                  | MTBNオランダ・ムエタイ王者決定戦                                                   | 1987年11月8日  |
| ×    | Ronnie Wagenmaker                    | KO                                           |                                                                                    | 1987年9月10日  |
| ○    | Pascal Ducros                        | 5R終了 判定                                  | Kick-Thaiboxing Gala in Amsterdam                                                  | 1987年5月31日  |
| ×    | ロブ・カーマン                       | 5R終了 判定3-0                               |                                                                                    | 1987年2月1日   |
| ×    | ジャン・イヴ・テリオー               | 12R終了 判定3-0                              |                                                                                    | 1986年12月14日 |
| ×    | Ernest Simmons                       |                                              |                                                                                    | 1986年6月12日  |
| ○    | Leo de Snoo                          |                                              |                                                                                    | 1986年3月2日   |
| ○    | Roy Martina                          | KO                                           |                                                                                    | 1986年1月18日  |
| ○    | アンドレ・マナート                   | 5R終了 判定                                  |                                                                                    | 1985年10月20日 |
| ○    | Rob Floris                           | KO                                           |                                                                                    | 1985年6月23日  |
| ○    | Gerardy                              | KO                                           |                                                                                    | 1985年5月31日  |
| ○    | Leo de Snoo                          |                                              |                                                                                    | 1985年3月10日  |
| ○    | Drielle                              | KO                                           |                                                                                    | 1984年11月18日 |
| ○    | Ricardo Darsan                       | KO                                           |                                                                                    | 1984年10月20日 |
| ○    | Rijntjes                             | KO                                           |                                                                                    | 1984年3月25日  |
| ○    | Wim Scharrenberg                     | 2R KO                                        |                                                                                    | 1983年12月11日 |

## 獲得タイトル
- アマチュア
  - ヨーロッパサバット選手権大会 コンバ部門 ミドル級 優勝
  - 第1回世界サバット選手権大会 コンバ部門 優勝
- プロ
  - IKBF世界ライトヘビー級王座
  - WMTA世界ライトヘビー級王座
  - WKAムエタイ世界ライトヘビー級王座
  - ISKAフルコンタクト世界ライトヘビー級王座
  - WKO世界ヘビー級王座
  - K-1 GRAND PRIX ’93 準優勝
  - K-2 GRAND PRIX ’93 優勝
  - K-2 GRAND PRIX ’94 優勝
  - K-1 GRAND PRIX ’97 優勝
  - K-1 GRAND PRIX ’99 優勝
  - K-1 WORLD GP 2000 in NAGOYA 準優勝
  - K-1 WORLD GP 2000 優勝
  - K-1 WORLD GP 2001 in MELBOURNE 優勝
  - K-1 WORLD GP 2002 優勝